# チャールズ・ミドルトン (初代バーラム男爵)
初代バーラム男爵チャールズ・ミドルトン（Charles Middleton, 1st baron Bahram、1726年10月14日 - 1813年6月17日）は、イギリス海軍の士官であり、イギリスの政治家である。
スコットランド、ミッドロージアンのリースに、リンリスゴーシャー、ボーネス出身の関税徴収官であるロバート・ミドルトンと妻ヘレンの子として生まれた。母ヘレンの父親はイギリス海軍のチャールズ・ダンダス艦長、祖父はスコットランド議会議員で裁判官のジェームズ・ダンダスである。ジョン・ミドルトン准将はチャールズのおじにあたる。

## 海軍での経歴
1741年、ミドルトンは海軍に入って、サンドイッチとデュークのキャプテンズ・サーヴァントを務め、後にフランバラに士官候補生（midshipman）兼航海士（master's mate）として乗務した。1745年に海尉となり、1748年に西アフリカの駐留地に赴いたのち、フリゲート艦チェスターフィールドで任務についた.。
1754年に始まった七年戦争では、アンソンの艦上で任務につき、その間ルイブールでフランス艦を2隻拿捕した。その後はリーワード諸島に駐留した。1757年1月に、グロッグをめぐる事件が起きた際には、ミドルトンはかっとなって水兵に体当たりし、結局その水兵と軍法会議に出廷させられ、その後の転属され、スループ艦スピーカーの指揮官に昇進した。
1759年にはフリゲート艦アルンデルの指揮をまかされた、この時ミドルトンは初めて勅任艦長に昇進した。翌年、エメラルドで指揮を執っていたミドルトンは、西インド諸島で16隻のフランス艦と数隻の私掠船を拿捕するという功績をあげて、イギリス領バルバドスの商人たちから感謝された。1762年、ミドルトンはフリゲート艦アドベンチャーの指揮を執り、ノルマンディー沿岸を巡回した。
1761年の12月、ミドルトンは、ミード艦長の姪のマーガレット・ガンビエと結婚した。ミドルトンはその20年ほど前に、サンドイッチ艦上でミードと会戦していた。マーガレットはケント州テストンの、友人のエリザベス・ブーヴェリーの家の近くに転居した。1763年、アドベンチャーでの任務を終えたミドルトンは、マーガレットが住むテストンの家に帰り、それから12年間、ブーヴェリーの土地に農園を作り、田舎のジェントルマンとしての役割を果たした。

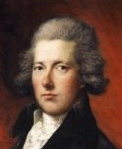
ウィリアム・ピット（小ピット）

1775年、アメリカ独立戦争の勃発により、ミドルトンはノアで護衛艦の指揮を命じられた。ノアはテームズ川河口のイギリス海軍の停泊地である。その後ミドルトンは1778年に海軍主計局長（Comptroller of the Navy／後のサード・シー・ロード）となって、12年間この役職を務めた。1781年には準男爵に叙任された。時の首相ウィリアム・ピットは海軍増勢の基本方針を示し、ミドルトンにそれを一任した。ミドルトンは12年間の在職中にイギリス艦隊を着実に強化し続けた。このピットとミドルトンの尽力により、イギリス海軍は後の繁栄を迎えることになる。ミドルトンの身上は、洞察力と事務管理の能力であった。また硬骨漢でもあり、海軍卿サンドウィッチ伯爵と衝突したこともあった。
1784年、サー・チャールズ・ミドルトンはロチェスターから出馬して、トーリー党所属の庶民院議員となった。6年間議員を務め、その3年後に少将に昇進した。1793年には中将となり、翌年には海軍本部のコミッショナーに就任した。1795年には青色大将となった。
最終的には1805年に海軍卿に任ぜられるとともに、ケント州のバーラムコートとテストンを領有する初代バーラム男爵に叙された。そして、トラファルガーの海戦の勝利を見届けた後、翌年2月のピット死去を以て海軍を辞職した。また、1805年には赤色大将に昇進ており、その8年後に86歳で、バーラムコートの自宅で死去した。
戦列艦バーラムはミドルトンの称号であるバーラム男爵にちなんで名づけられた。

## 奴隷貿易廃止論者

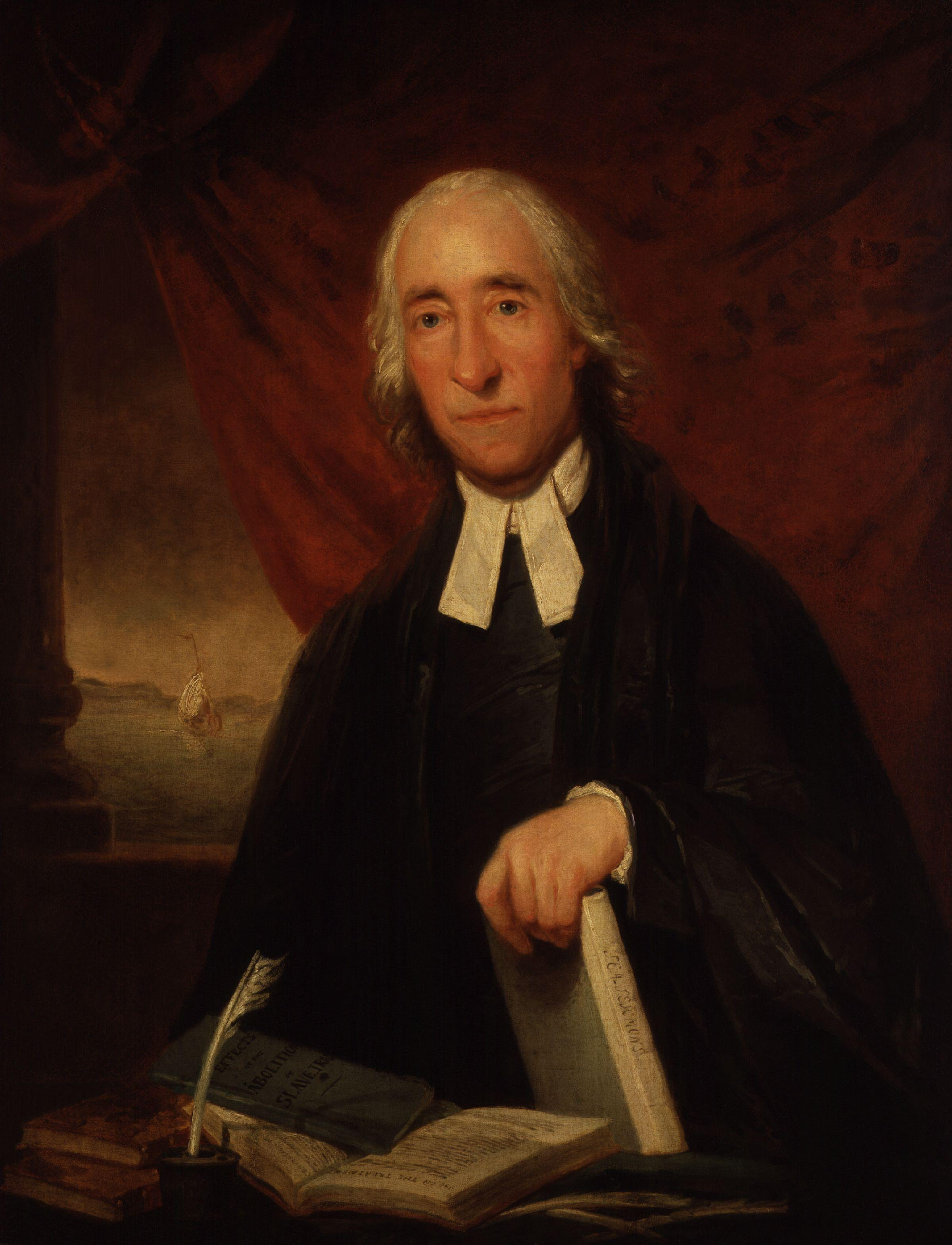
ジェームズ・ラムゼイ

ミドルトンは、海軍の任務に加えて、大英帝国の奴隷貿易に重要な役割を演じることになった。主計局長時代、ミドルトンは長年の友人であるジェームズ・ラムゼイの訪問をしばしば受けた。ラムゼイはセントキッツのプランテーションで軍医として働いていたが、奴隷とプランテーションについて聞かされたミドルトンと妻のマーガレットとは、奴隷貿易に反対するようになった。1784年、ラムゼイは、イギリスの砂糖植民地でのアフリカ人奴隷の扱いと改宗についての随筆を出版して、反奴隷貿易世代の人々に感銘を与えた。この随筆は特にマーガレットに影響を与えた。

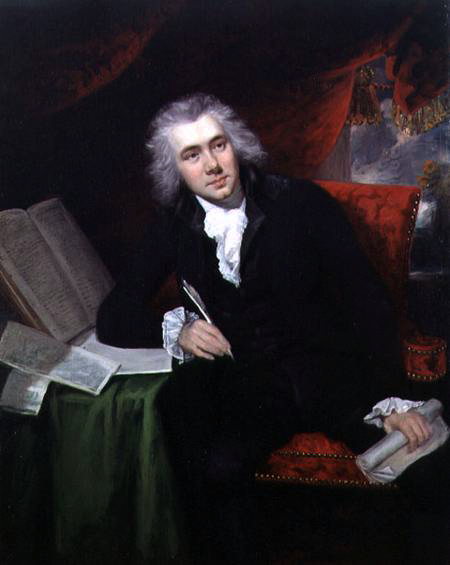
ウィリアム・ウィルバーフォース

ミドルトン自身、西インド諸島まで任務で航海しており、奴隷の待遇のひどさにうんざりしていた。マーガレットは夫に、この問題を議会で取り上げるように言ったが、ミドルトンは自分が適任であるとは思わなかった。ミドルトンは奴隷貿易廃止が長期戦で、しかも苦戦になることを知っており、若手議員のウィリアム・ウィルバーフォースに、この議題を取り上げるよう勧めた。ウィルバーフォースもおそらくは、この議題を取り上げるよう説得されていたはずであったが、ミドルトンが初めて議題を取り上げるように勧めたのが、ウィルバーフォースなのか他の議員なのかは議論の余地がある。1787年になって、ウィルバーフォースはテストンのミドルトン邸で、当時盛り上がりを見せていた奴隷貿易廃止運動の支援グループはもちろんのこと、ジェームズ・ラムゼイとトマス・クラークソンにも紹介された。このグループにはエドワード・ジェームズ・エリオットや福音主義作家で博愛主義者のハンナ・モア、ロンドン主教のベイルビー・ポルテウスもいた。クラークソンはバーラムコートのミドルトン邸で、奴隷たちの解放のために戦うことを初めて公にして、何年もかけて多くの調査をし、奴隷貿易に携わった何千人もの水兵から聞き取り調査を行って、奴隷貿易に関する証言を集めた。